# نورمان ديفيدسون
نورمان ديفيدسون (بالإنجليزية: Norman Davidson)‏ هو كيميائي وأحيائي أمريكي، ولد في 5 أبريل 1916 في شيكاغو في الولايات المتحدة، وتوفي في 14 فبراير 2002 في باسادينا في الولايات المتحدة.